# Puchar Europy Zdobywczyń Pucharów siatkarek (1985/1986)
Puchar Europy Zdobywczyń Pucharów 1985/1986 – 14. sezon turnieju rozgrywanego od 1978 roku, organizowanego przez Europejską Konfederację Piłki Siatkowej (CEV) w ramach europejskich pucharów dla żeńskich klubowych zespołów siatkarskich „starego kontynentu”.

## Drużyny uczestniczące
- Sporting CP
- Arquitectura Madryt
- Philathelikos Saloniki
- Hapoel Bat Jam
- SC Uni Bazylea
- Gym Volley Bonnevoie
- Urałoczka Swierdłowsk
- KFUM Göteborg
- SV Lohhof
- Traktor Schwerin
- Újpest Dózsa
- VC Herenthout
- Dunaw Ruse
- VBC Cassano
- Kaufhaus Innsbruck
- KFUM Oslo
- Milangas Stambuł
- Mladost Zagrzeb
- CASG Paris

## Rozgrywki

### Runda wstępna
| Data       | Drużyna 1              | Wynik | Drużyna 2            | Sety             |
| ---------- | ---------------------- | ----- | -------------------- | ---------------- |
|            | Sporting CP            |       | Arquitectura Madryt  |                  |
|            | Sporting CP            |       | Arquitectura Madryt  |                  |
|            | Philathelikos Saloniki | 3:0   | Hapoel Bat Jam       |                  |
|            | Philathelikos Saloniki | 3:1   | Hapoel Bat Jam       |                  |
| 02.11.1985 | Uni Bazylea            | 3:0   | Gym Volley Bonnevoie | 15:4, 15:3, 15:7 |
| 09.11.1985 | Uni Bazylea            | 3:0   | Gym Volley Bonnevoie | 15:4, 15:8, 15:5 |

### 1/8 finału
| Data       | Drużyna 1             | Wynik | Drużyna 2              | Sety                            |
| ---------- | --------------------- | ----- | ---------------------- | ------------------------------- |
| 08.12.1985 | Urałoczka Swierdłowsk | 3:0   | Sporting CP            | 15:1, 15:3, 15:5                |
| 15.12.1985 | Urałoczka Swierdłowsk | 3:0   | Sporting CP            |                                 |
| 08.12.1985 | KFUM Göteborg         | 3:2   | Philathelikos Saloniki |                                 |
| 15.12.1985 | KFUM Göteborg         | 1:3   | Philathelikos Saloniki |                                 |
| 08.12.1985 | Uni Bazylea           | 1:3   | SV Lohhof              | 9:15, 12:15, 15:11, 10:15       |
| 15.12.1985 | Uni Bazylea           | 0:3   | SV Lohhof              |                                 |
| 08.12.1985 | Traktor Schwerin      | 2:3   | Újpest Dózsa           |                                 |
| 14.12.1985 | Traktor Schwerin      | 0:3   | Újpest Dózsa           |                                 |
| 08.12.1985 | VC Herenthout         | 1:3   | Dunaw Ruse             |                                 |
| 16.12.1985 | VC Herenthout         | 0:3   | Dunaw Ruse             |                                 |
| 08.12.1985 | VBC Cassano           | 3:2   | Kaufhaus Innsbruck     | 15:4, 15:11, 9:15, 10:15, 16:14 |
| 15.12.1985 | VBC Cassano           | 2:3   | Kaufhaus Innsbruck     |                                 |
| 08.12.1985 | KFUM Oslo             | 1:3   | Milangas Stambuł       |                                 |
| 15.12.1985 | KFUM Oslo             | 1:3   | Milangas Stambuł       |                                 |
| 08.12.1985 | Mladost Zagrzeb       | 3:0   | CASG Paris             |                                 |
| 15.12.1985 | Mladost Zagrzeb       | 3:0   | CASG Paris             |                                 |

### Ćwierćfinał
| Data       | Drużyna 1              | Wynik | Drużyna 2             | Sety                     |
| ---------- | ---------------------- | ----- | --------------------- | ------------------------ |
|            | Philathelikos Saloniki | 0:3   | Urałoczka Swierdłowsk |                          |
| 22.01.1986 | Philathelikos Saloniki | 0:3   | Urałoczka Swierdłowsk |                          |
| 15.01.1986 | Mladost Zagrzeb        | 1:3   | SV Lohhof             |                          |
| 22.01.1986 | Mladost Zagrzeb        | 1:3   | SV Lohhof             |                          |
| 15.01.1986 | Milangas Stambuł       | 1:3   | Újpest Dózsa          |                          |
|            | Milangas Stambuł       | 1:3   | Újpest Dózsa          |                          |
| 15.01.1986 | Dunaw Ruse             | 3:0   | Kaufhaus Innsbruck    | 13:15, 15:6, 15:4, 15:13 |
| 22.01.1986 | Dunaw Ruse             | 3:1   | Kaufhaus Innsbruck    |                          |

### Turniej finałowy
Ankara
Tabela
| Lp. | Drużyna               | Pkt | Mecze | Mecze | Mecze | Sety | Sety | Sety  |
| Lp. | Drużyna               | Pkt | M     | W     | P     | wyg. | prz. | ratio |
| --- | --------------------- | --- | ----- | ----- | ----- | ---- | ---- | ----- |
| 1   | Urałoczka Swierdłowsk | 6   | 3     | 3     | 0     | 9    | 1    | 9.000 |
| 2   | SV Lohhof             | 5   | 3     | 2     | 1     | 6    | 5    | 1.200 |
| 3   | Újpest Dózsa          | 4   | 3     | 1     | 2     | 6    | 6    | 1.000 |
| 4   | Dunaw Ruse            | 3   | 3     | 0     | 3     | 0    | 9    | 0.000 |

Wyniki
| Data       | Drużyna 1             | Wynik | Drużyna 2    | Sety                            |
| ---------- | --------------------- | ----- | ------------ | ------------------------------- |
| 14.02.1986 | Urałoczka Swierdłowsk | 3:0   | Dunaw Ruse   | 15:0, 15:2, 15:2                |
| 14.02.1986 | SV Lohhof             | 3:2   | Újpest Dózsa | 6:15, 15:7, 12:15, 17:15, 15: 2 |
|            |                       |       |              |                                 |
| 15.02.1986 | SV Lohhof             | 3:0   | Dunaw Ruse   | 15:3, 15:8, 15:5                |
| 15.02.1986 | Urałoczka Swierdłowsk | 3:1   | Újpest Dózsa | 15:1, 9:15, 15:4, 15:10         |
|            |                       |       |              |                                 |
| 16.02.1986 | Urałoczka Swierdłowsk | 3:0   | SV Lohhof    | 15:6, 15:3, 15:5                |
| 16.02.1986 | Újpest Dózsa          | 3:0   | Dunaw Ruse   | 15:3, 15:10, 15:13              |

## Klasyfikacja końcowa
| Miejsce | Drużyna               |
| ------- | --------------------- |
| złoto   | Urałoczka Swierdłowsk |
| srebro  | SV Lohhof             |
| brąz    | Újpest Dózsa          |
| 4.      | Dunaw Ruse            |